# Jobner
Jobner är en ort i Indien.   Den ligger i distriktet Jaipur och delstaten Rajasthan, i den nordvästra delen av landet, 260 km sydväst om huvudstaden New Delhi. Jobner ligger 399 meter över havet och antalet invånare är 10 828.
Terrängen runt Jobner är platt. Runt Jobner är det tätbefolkat, med 319 invånare per kvadratkilometer. Närmaste större samhälle är Phulera, 18,1 km sydväst om Jobner. Trakten runt Jobner består till största delen av jordbruksmark.